# 我的奇妙男友
《我的奇妙男友》，本剧是由華策影視出品的2016電視劇，改編自的同名水阡墨網絡小說，由吴倩、金泰煥、沈梦辰、付嘉、李昕亮、杨逸飞主演。2015年4月開機，7月杀青。於2016年4月25日在腾讯视频首播。台灣OTT平台LiTV 線上影視、HamiVideo、KKTV、MyVideo全套上架。

## 播放平台
| 頻道          | 所在地                         | 播映日期      | 播出時間               | 備註         |
| ------------- | ------------------------------ | ------------- | ---------------------- | ------------ |
| 腾讯视频      | 中国                           | 2016年4月25日 |                        |              |
| 山东卫视      | 中国                           | 2016年8月11日 | 22:00                  |              |
| DATV          | 日本                           | 2016年7月25日 | （月･火）20：00-       | 私の妖怪彼氏 |
| 佳樂台        | 新加坡                         | 2016年9月15日 | 星期一至五22:50        |              |
| E樂           | 新加坡                         | 2019年2月28日 | 星期一至五 10:00-11:00 |              |
| Vidfish       | 马来西亚， 印度尼西亞 · 菲律賓 | 2019年2月14日 |                        |              |
| MyVideo       | 臺灣                           | 2022年2月16日 | 全套上架               |              |
| LiTV 線上影視 | 臺灣                           |               |                        |              |
| HamiVideo     | 臺灣                           |               |                        |              |
| KKTV          | 臺灣                           |               |                        |              |

## 演員

### 主演
| 演員   | 角色   | 備註 |
| 吴倩   | 田淨植 | 游走在一线和二线之间的女明星，是一个集万千宠爱于一身的“莲花妹”。在一次车祸中，沉睡百年的“基因突变人”薛灵乔被她意外唤醒，知道薛灵乔的身世后，她被迫与之同居，并决定帮助他找出真凶，慢慢爱上薛靈喬，最後發現自己也有自動修復功能 |
| 金泰焕 | 薛靈喬 | 不老不死，血液具有自动修复功能的“基因突变人”。因超凡能力，一百年前血被抽干，沉入湖底，百年后被打捞起，強行住進田淨植家中，愛上了田淨植                                                                                         |
| 沈梦辰 | 張萱萱 | 当红女艺人，大集团的千金小姐。容貌与家室都无可挑剔的完美小姐，最大的嗜好是算命。外界盛传她和田净植是竞争关系，实质上她却是田净植最值得信赖的好闺蜜，和田淨植的第六任男友存在曖昧的關係                                         |
| 付嘉   | 李晏之 | 阳光、帅气的警察，“干尸失踪”案件的负责人，也是田净植的第七任男友，还曾拒绝过田净植的当众求婚。虽然深爱着单纯、美好的田净植，却因深藏在心中的难言之隐而不得不与其分手，得了嚴重無法治癒的病，被薛靈喬救回一命                   |

### 其他演員
| 演員     | 角色             | 備註 |
| 李昕亮   | 洪世光／成年來寶 | 现代被誉为“世界之光”的超级富豪和慈善家，也是女星张萱萱的未婚夫。一百年前叫来宝，一次偶然机会和其母亲被薛灵乔救助，最后又因为母亲的死对薛灵乔怀恨在心，最终将薛灵乔的血液抽干，装入棺材，沉入湖底                             |
| 杨逸飞   | 馮凍凍           | 身兼双重身份的他，一个身份是田净植的男闺蜜助理，个性软弱却对田净植忠心不二；另一个身份则是一名神秘的网络黑客多次遭遇神秘事件的田净植和薛灵乔，都是他化身为黑客帮助她们化险为夷                                               |
| 徐可     | 葉琛             | 田净植的第六任男友，一所高校的生物研究副教授，干细胞研究中心的研究员。帅气有型又聪明机智，专业认真严谨而且为人自信、处事周到细致、八面玲珑，拥有众多“学生粉”。俊朗帅气却傲娇自恋，一个完美主义者与张萱萱相处过程中，喜欢上她 |
| 代超     | 魷魚仔（尤鵬）   | 阳光帅气的刑警尤鹏，人称“鱿鱼仔”，是一位备受追捧的“偶像警察”，负责侦破悬疑案件 |
| 田麗     | 田母             | 田净植的母亲。毒舌的辣妈，虽然喜欢吐槽自己女儿的，但其实很关心并疼爱她 |
| 張立威   | 老田             | 田淨植的父親。 |
| 喬杉     | 保安             | |
| 王寧     | 張神算           | 张萱萱的算命师傅 |
| 于蓓蓓   | 水晶             | |
| 孫鵬     | 李教授           | |
| 李宏磊   | 張偵探           | |
| 宋欣佳怡 | 玲玲             | |
| 李棟     | 導演             | |
| 謝其磊   | 戲中戲男主       | 和田净植一起演戏的男主角 |
| 周佳楠   | 來寶(小孩)       | |
| 鄭曉婉   | 張母             | 张萱萱的母亲 |
| 張文濤   | 薛父             | 薛靈喬的父親 |
| 徐薏雯   | 薛母             | 薛靈喬的母親 |
| 毛瑞     | 殺手             | |

## 音乐原声
| 歌曲     | 演唱 | 备注   |
| 不怕     | Just | 主题曲 |
| My Love  | Just | 插曲   |
| 等你开口 | 曹璐 | 片尾曲 |
| 骗自己   | 吴倩 | 插曲   |

## 外部連結
- 我的奇妙男友的新浪微博
- 豆瓣电影上《我的奇妙男友》的資料 （简体中文）
- 在Netflix上觀看《我的奇妙男友》

## 電視節目的變遷
| 新加坡 佳乐台“11点人气剧”剧场 星期一至五 22:50  | 新加坡 佳乐台“11点人气剧”剧场 星期一至五 22:50           | 新加坡 佳乐台“11点人气剧”剧场 星期一至五 22:50 |
| ----------------------------------------------- | -------------------------------------------------------- | ---------------------------------------------- |
|                                                 | 我的奇妙男友 （2016年9月15日－2016年10月24日）           |                                                |
| 舞吧舞吧在一起 （2016年8月12日－2016年9月14日） | 10月巨5霸鉅獻 克拉戀人 （2016年10月25日－2017年1月26日） |                                                |
| 新加坡 E樂 星期一至五 10:00 - 11:00             |                                                          |                                                |
| 老九門 (2018年12月28日-2019年2月27日)           | 我的奇妙男友 （2019年2月28日 - 4月16日）                 | 太子妃升职记 (2019年4月17日-6月4日)            |